# 進藤侑
進藤 侑（しんどう たすく、1983年 - 2017年10月4日）は、群馬県出身の元競艇選手。登録番号4235。身長168cm。血液型O型。92期。同期に安達裕樹、大峯豊、毒島誠らがいる。

## 来歴
- やまと競艇学校時代、リーグ戦勝率4.15（準優出以上はなし）の成績を残した。
- 2003年5月9日、桐生競艇場でデビュー（6着）。
- 2003年10月25日、津競艇場での一般競走3日目5Rで初勝利（72走目）。
- 2009年1月20日、琵琶湖競艇場での「G1第23回新鋭王座決定戦競走」にG1初出場。
- 2009年6月7日、戸田競艇場での「第9回日本レジャーチャンネル杯」で初優勝[2]。
- 2010年6月27日、桐生競艇場での「第13回東京スポーツ杯」で優勝（通算2回目）。
- 2016年2月5日、多摩川競艇場での「G1第61回関東地区選手権」2日目3RでG1初勝利[3]。
- 2016年5月17日、大村競艇場での「G1海の王者決定戦競走」でG1初優出（6着）[4]。
- 2017年10月4日、逝去。死因や死亡時刻は不明[1]。享年34。最後のレースは10月1日まで開催の戸田競艇場での「スカパー・ブロードキャスティング杯」（最終節間成績6321354）だった。

## 戦績
- 出走回数：2762回
- 1着回数：467回
- 優出回数：40回
- 優勝回数：2回
- フライング(F)回数：17回
- 出遅れ(L)回数：0回
- 通算勝率：5.23
- 2連対率：33.42
- 3連対率：50.33
- 生涯獲得賞金：203,923,753円